# Cyrtarachne gravelyi
Cyrtarachne gravelyi là một loài nhện trong họ Araneidae.
Loài này thuộc chi Cyrtarachne. Cyrtarachne gravelyi được Benoy Krishna Tikader miêu tả năm 1961.